# مايك إدواردز (متسابق دراجات نارية)
مايك إدواردز (بالإنجليزية: Mike Edwards)‏ هو متسابق دراجات نارية بريطاني، ولد في فبراير 1962 في ليفربول في المملكة المتحدة.